# Campeonato Mundial de Natação em Piscina Curta de 2010 - 200 m borboleta feminino
A prova dos 200 metros nado borboleta feminino do Campeonato Mundial de Natação em Piscina Curta de 2010 foi disputado em 15 de dezembro em Dubai nos Emirados Árabes Unidos.

## Recordes
Antes desta competição, os recordes mundiais e do campeonato nesta prova eram os seguintes:
|    | Nome        | Nacionalidade  | Tempo (minuto) | Local      | Data                   |
| -- | ----------- | -------------- | -------------- | ---------- | ---------------------- |
| WR | Liu Zige    | China          | 2:00.78        | Berlim     | 15 de novembro de 2009 |
| CR | Mary Mohler | Estados Unidos | 2:04.27        | Manchester | 9 de abril de 2008     |

## Medalhistas
| Ouro                  | Prata            | Bronze               |
| Mireia Belmonte (ESP) | Jemma Lowe (GBR) | Petra Granlund (SWE) |

## Resultados

### Eliminatórias
As eliminatórias ocorreram dia 15 de dezembro. Oito atletas num total de 30 se classificaram  para a final. 
| Colocação | Bateria | Raia | Nome                            | Tempo   | Notas |
| --------- | ------- | ---- | ------------------------------- | ------- | ----- |
| 1         | 1       | 2    | Katinka Hosszú (HUN)            | 2:04.56 | Q     |
| 2         | 2       | 3    | Mireia Belmonte (ESP)           | 2:04.84 | Q     |
| 3         | 3       | 4    | Jemma Lowe (GBR)                | 2:05.24 | Q     |
| 4         | 2       | 4    | Petra Granlund (SWE)            | 2:05.26 | Q     |
| 5         | 4       | 4    | Felicity Galvez (AUS)           | 2:05.41 | Q     |
| 6         | 3       | 3    | Audrey Lacroix (CAN)            | 2:05.68 | Q     |
| 7         | 2       | 5    | Alessia Polieri (ITA)           | 2:05.69 | Q     |
| 8         | 1       | 7    | Liu Zige (CHN)                  | 2:06.18 | Q     |
| 9         | 4       | 5    | Martina Granström (SWE)         | 2:06.31 |       |
| 10        | 4       | 3    | Caterina Giacchetti (ITA)       | 2:06.77 |       |
| 11        | 3       | 5    | Kimberly Vandenberg (USA)       | 2:06.91 |       |
| 12        | 3       | 6    | Mary Mohler (USA)               | 2:07.01 |       |
| 13        | 4       | 7    | Hiroko Sugino (JPN)             | 2:07.81 |       |
| 14        | 2       | 6    | Martina van Berkel (SUI)        | 2:08.01 |       |
| 15        | 3       | 2    | Sara Oliveira (POR)             | 2:08.54 |       |
| 16        | 4       | 6    | Amanda Loots (RSA)              | 2:09.21 |       |
| 17        | 1       | 6    | Guo Fan (CHN)                   | 2:09.64 |       |
| 18        | 4       | 2    | Katerine Savard (CAN)           | 2:09.98 |       |
| 19        | 2       | 2    | Emilia Pikkarainen (FIN)        | 2:10.77 |       |
| 20        | 3       | 7    | Jasmin Rosenberger (TUR)        | 2:12.49 |       |
| 21        | 2       | 1    | Meagan Lim (SIN)                | 2:14.10 |       |
| 22        | 2       | 7    | Patarawadee Kittiya (THA)       | 2:14.12 |       |
| 23        | 4       | 1    | Eliana Barrios (VEN)            | 2:15.22 |       |
| 24        | 3       | 1    | Diana Luna Sánchez (MEX)        | 2:15.66 |       |
| 25        | 4       | 8    | Oriele Alejandra Espinoza (PER) | 2:18.65 |       |
| 26        | 3       | 8    | Sherazade Amanda Ramond (MAR)   | 2:25.21 |       |
| 27        | 1       | 3    | Tieri Erasito (FIJ)             | 2:27.84 |       |
| 28        | 1       | 4    | Shannon Austin (SEY)            | 2:31.86 |       |
| 29        | 1       | 5    | Debra Daniel (FSM)              | 3:07.76 |       |
| -         | 2       | 8    | Davina Mangion (MLT)            | DNS     |       |

### Final
A final teve sua disputa realizada em 15 de dezembro.
| Colocação         | Raia | Nome                  | Tempo   | Notas |
| ----------------- | ---- | --------------------- | ------- | ----- |
| Medalha de ouro   | 5    | Mireia Belmonte (ESP) | 2:03.59 | CR    |
| Medalha de prata  | 3    | Jemma Lowe (GBR)      | 2:03.94 |       |
| Medalha de bronze | 6    | Petra Granlund (SWE)  | 2:04.38 |       |
| 4                 | 4    | Katinka Hosszú (HUN)  | 2:04.68 |       |
| 5                 | 8    | Liu Zige (CHN)        | 2:04.78 |       |
| 6                 | 2    | Felicity Galvez (AUS) | 2:04.98 |       |
| 7                 | 7    | Audrey Lacroix (CAN)  | 2:06.52 |       |
| 8                 | 1    | Alessia Polieri (ITA) | 2:06.98 |       |

Legenda
| Recorde mundial       | Recorde mundial (World record)               |                       | Recorde africano                      | Recorde africano (African) |                                           | Q | Classificado por posição (Qualified) |
| Recorde do campeonato | Recorde do campeonato (Championship record)  | Recorde da América    | Recorde da América (Americas)         | q                          | Classificado por melhor tempo (Qualified) |   |                                      |
| Melhor marca do ano   | Melhor marca do ano (World leading)          | Recorde asiático      | Recorde asiático (Asian)              | DNS                        | Não largou (Did not start)                |   |                                      |
| Recorde nacional      | Recorde nacional (National record)           | Recorde europeu       | Recorde europeu (European)            | DNF                        | Não terminou (Did not finish)             |   |                                      |
| Recorde pessoal       | Recorde pessoal do atleta (Personal best)    | Recorde da Oceania    | Recorde da Oceania (Oceania)          | DSQ / DQ                   | Desclassificado (Disqualified)            |   |                                      |
| Recorde da temporada  | Recorde da temporada do atleta (Season best) | Recorde sul-americano | Recorde sul-americano (South America) | NM                         | Sem marca (No mark)                       |   |                                      |